# Riserva naturale di Hai-Bar Yotvata
La riserva naturale di Hai-Bar Yotvata è un centro di allevamento e acclimatazione, simile a un parco naturale di dodici chilometri quadrati, situato nel sud di Israele. Si trova nel deserto di Arava, vicino a Yotvata, a nord di Eilat, lungo l'autostrada 90.
Il parco ospita principalmente ungulati minacciati che un tempo erano originari delle regioni desertiche di Israele; questi vivono all'interno di un'area recintata di dodici chilometri quadrati. Alcuni dei discendenti dei gruppi riproduttivi vengono utilizzati nei programmi di reintroduzione nell'arido sud di Israele. Orici bianchi, struzzi e asini selvatici asiatici vengono tenuti in condizioni quasi naturali per abituarli a una vita in libertà. Gli asini selvatici di Yotvata sono stati liberati in altre zone di Israele, ad esempio nel Makhtesh Ramon.
Qui vengono allevate anche specie in via di estinzione mai state presenti in Israele e non destinate a programmi di reintroduzione nel paese. Tra queste figurano l'asino selvatico della Somalia, l'addax e l'orice dalle corna a sciabola. In un'area separata vengono ospitati carnivori, rettili e piccoli animali del deserto.
Il centro ha una controparte mediterranea, la riserva naturale di Hai-Bar Carmel, in cui vengono allevati animali tipici dei paesaggi meno aridi.

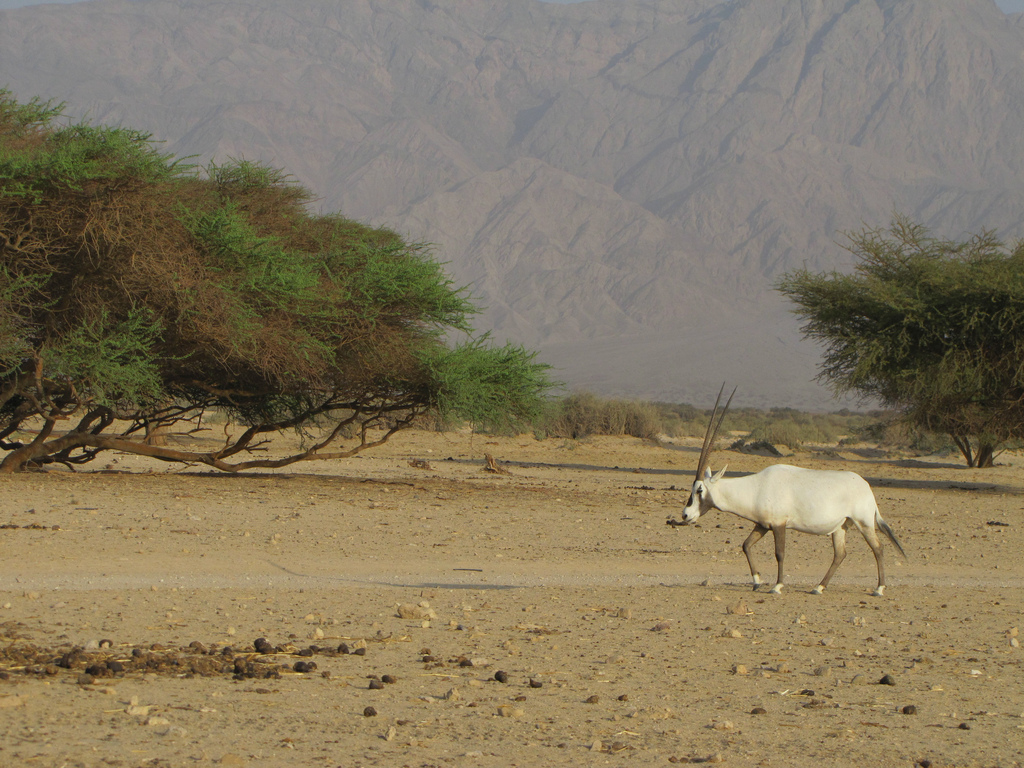
Orice bianco
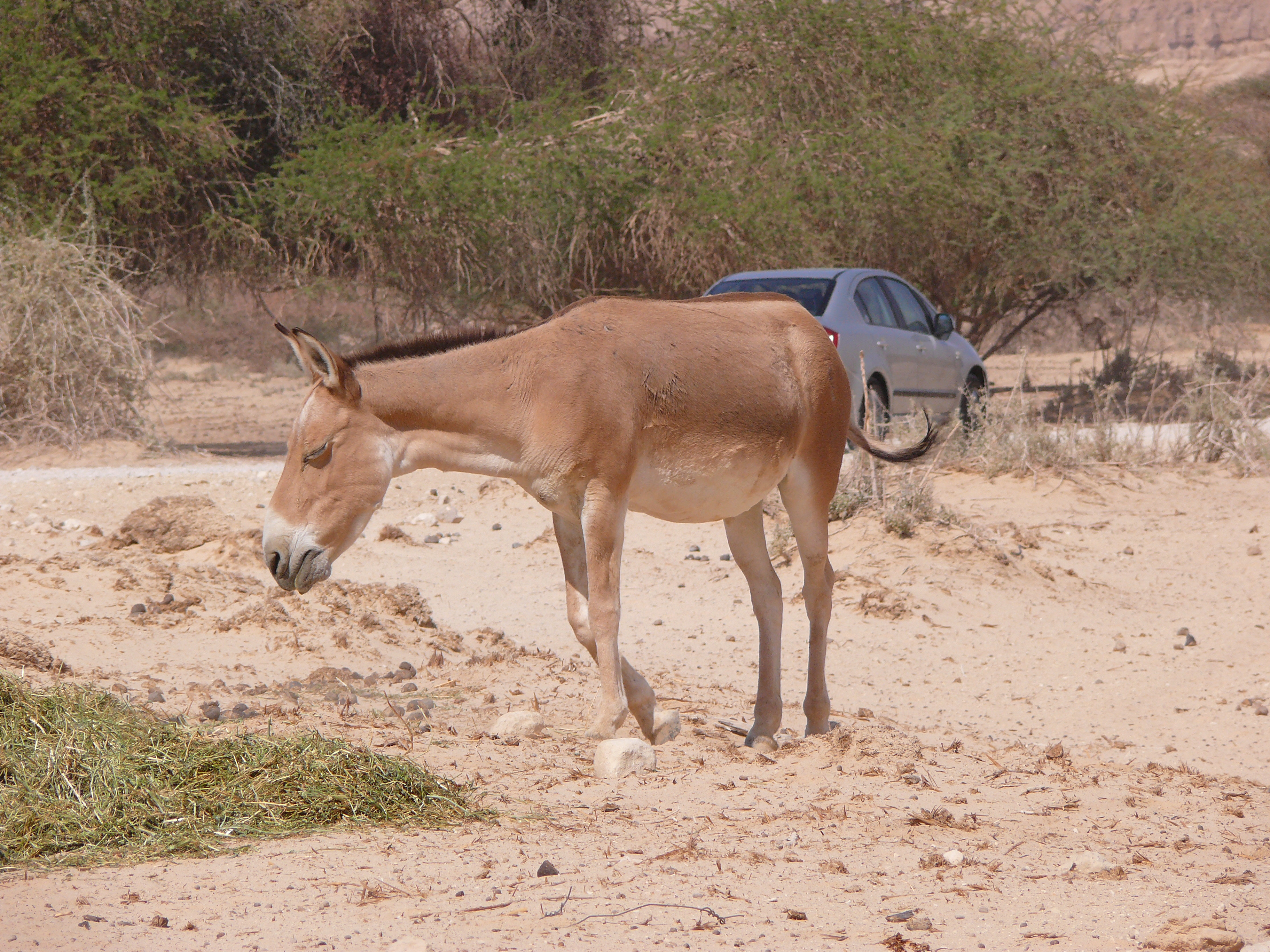
Asino selvatico asiatico
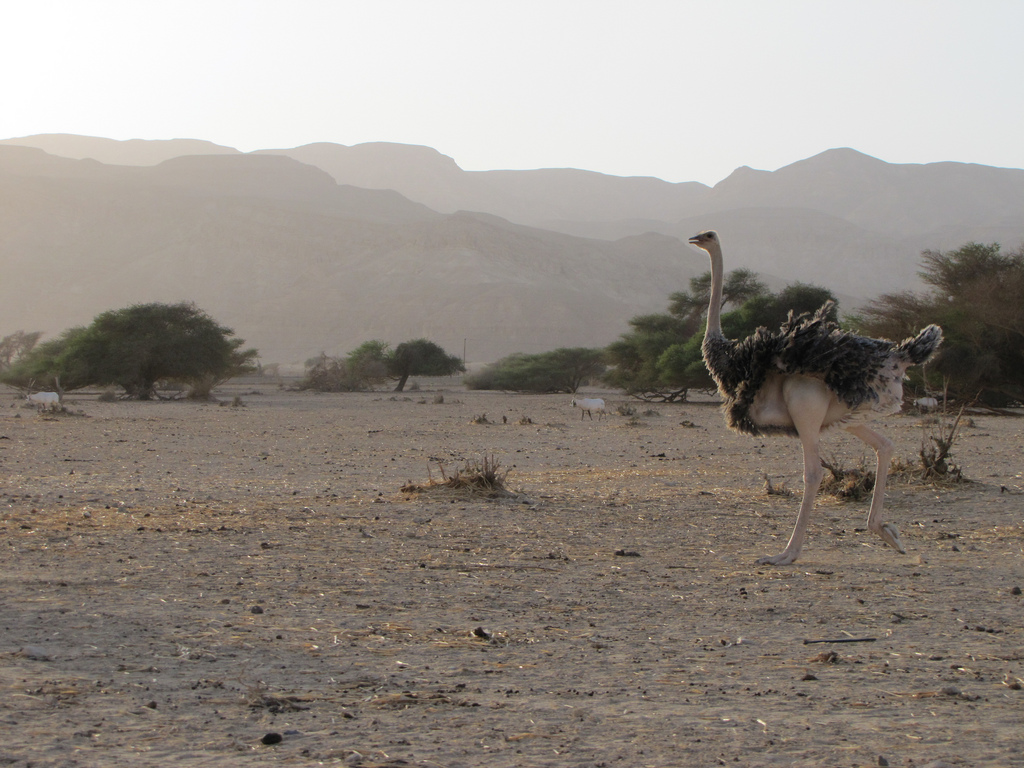
Struzzo e, sullo sfondo, orici bianchi
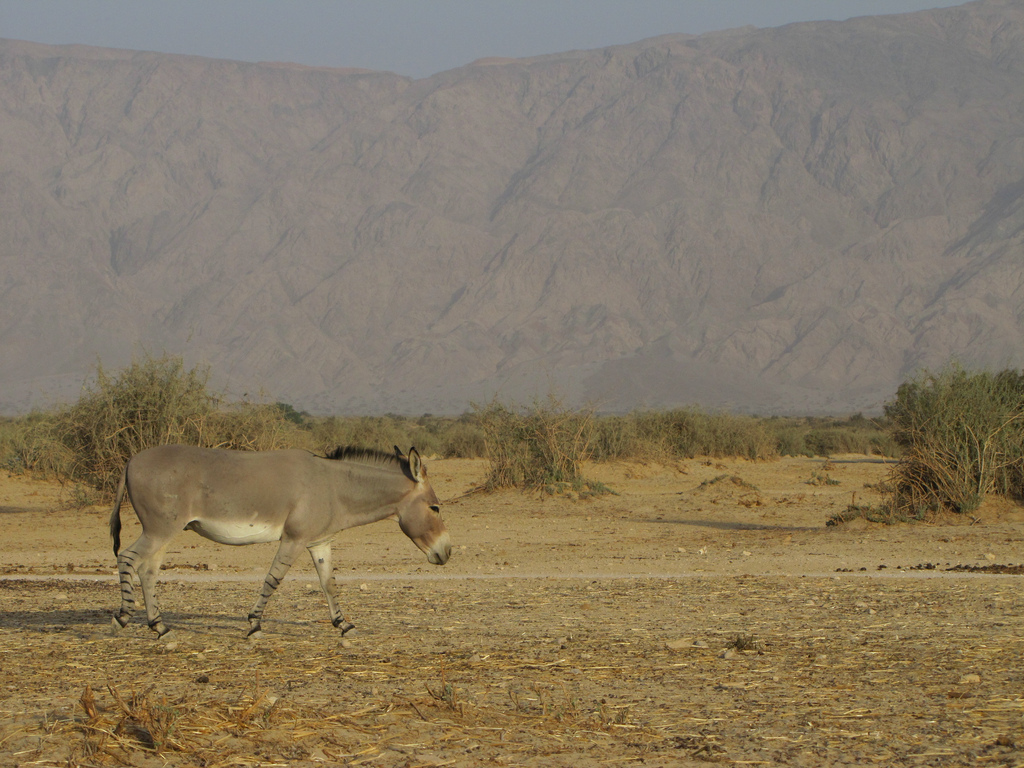
Asino selvatico africano